# National Airspace System
El National Airspace System (NAS) es el espacio aéreo, las instalaciones de navegación y los aeropuertos de los Estados Unidos, junto con su información asociada, servicios, normas, reglamentos, políticas, procedimientos, personal y equipo. Incluye componentes compartidos conjuntamente con el ejército. Es uno de los sistemas de aviación más complejos del mundo, y presta servicios a los viajes aéreos en los Estados Unidos y en grandes porciones de los océanos del mundo.

## Organización
Un vuelo a través de la NASnormalmente comienza y termina en un aeropuerto que puede ser controlado por una torre o no controlado. A la salida, la aeronave se encuentra en una de las cinco de las seis clases de espacio aéreo administradas por la Administración Federal de Aviación (FAA), y se aplican diferentes reglas de vuelo a cada clase. Según la clase de espacio aéreo y las condiciones de vuelo, la comunicación con los controladores puede ser necesaria, o no. La operación de cada vuelo es siempre responsabilidad del piloto al mando, pero los controladores de tráfico aéreo dan instrucciones sobre la secuencia y la seguridad según sea necesario. Cuando se realiza un vuelo controlado, el control pasa del controlador de la torre que autorizó el despegue, si el aeropuerto está controlado. El siguiente paso es, por lo general, el Control del tráfico aéreo, o TRACON por sus siglas en inglés, que puede ser identificado como "aproximación" o "salida".
Entre los sectores administrados por TRACON hay 20 áreas contiguas del espacio aéreo de EE. UU. por encima de los 18 000 pies, cada una de ellas gestionada por un «Centro de Control de Tráfico de Rutas Aéreas» (ARTCC) al que la radio suele referirse como "Centro". Un vuelo se pasa de un Centro a otro hasta que desciende cerca de su destino, cuando el control se transfiere al TRACON que sirve el destino, y en última instancia al controlador de la torre que sirve el aeropuerto. Algunos aeropuertos no tienen ningún TRACON a su alrededor, por lo que el control va directamente a/o desde un Centro, y algunos vuelos son lo suficientemente bajos y cortos como para que el control se mantenga dentro de uno o más TRACONs sin pasar nunca a un Centro.
Aproximadamente 14 500 controladores de tráfico aéreo, 4500 inspectores de seguridad de la aviación y 5800 técnicos operan y mantienen los servicios para el NAS. Tiene más de 19 000 aeropuertos y 600 instalaciones de control de tráfico aéreo. En total, hay 41 000 instalaciones operativas de la NAS. Además, hay más de 71 000 equipos, que van desde sistemas de radar hasta estaciones de retransmisión de comunicaciones. En promedio, cerca de 50 000 vuelos utilizan los servicios de NAS cada día.

## Desarrollo

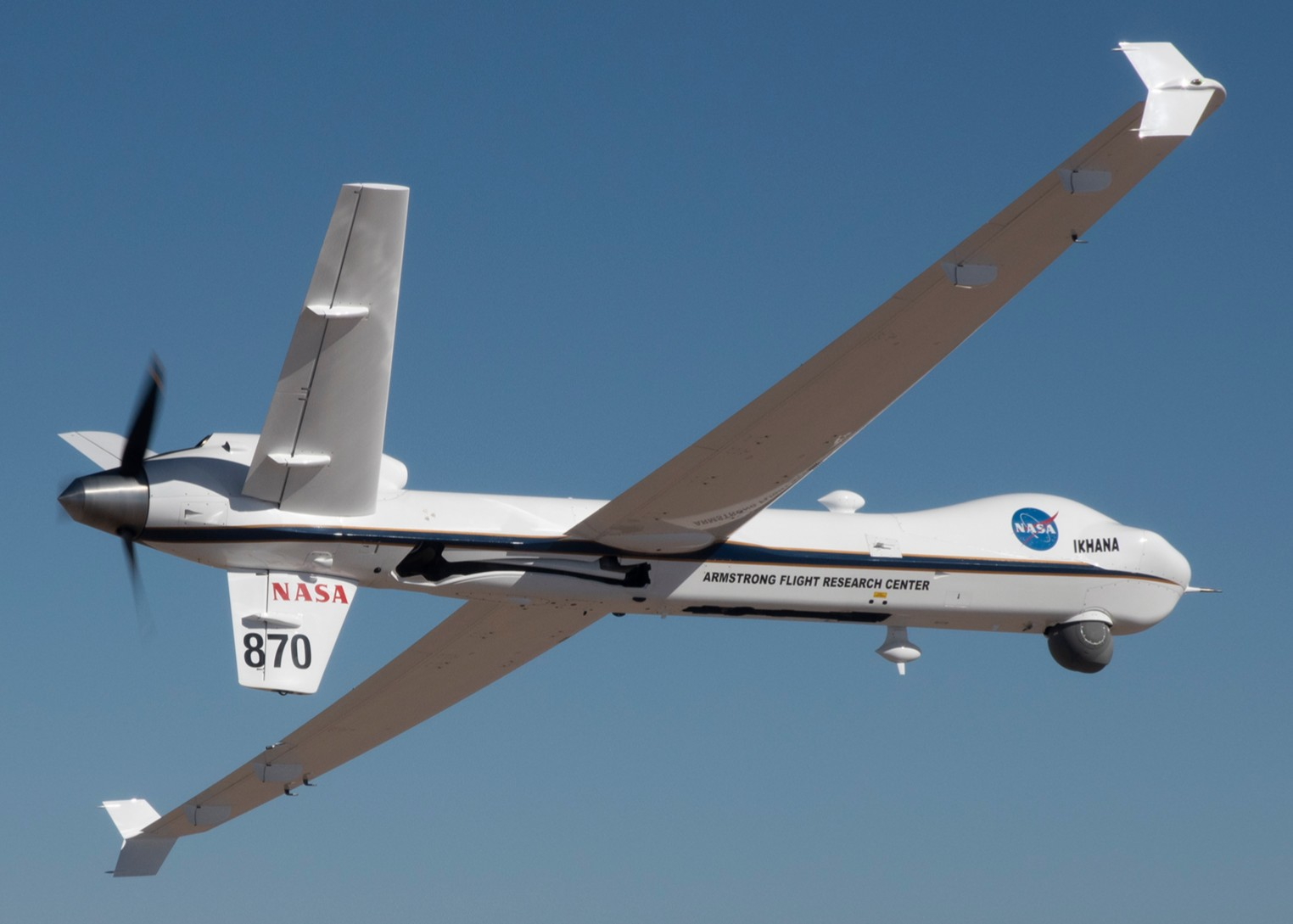
NASA’s remotely-piloted Ikhana prepared for its public airspace flight

A partir de febrero de 2015, la NAS está en transición hacia un nuevo sistema conocido como NextGen, que aplica una vigilancia no radial de las aeronaves equipadas con sistemas de navegación por satélite GPS que informan continuamente de su ubicación. Las aeronaves también reciben la ubicación de emisión de otras cercanas, lo que mejora la seguridad. El sistema también permite a los pilotos utilizar rutas de aterrizaje más precisas y eficientes, ahorrando tiempo y combustible. NextGen se está introduciendo gradualmente pieza por pieza.
En junio de 2018, la NASA voló por primera vez un  MQ-9 Predator desmilitarizado de 36 pies de largo por 66 pies (11 por 20 metros) a través de la NAS sin aviones de persecución y controlado desde el Centro de Investigaciones de Vuelo Armstrong, hacia operaciones de aviones no tripulados en el espacio aéreo civil.

## Clasificación del espacio aéreo
En los EE.UU., el espacio aéreo consiste en clases A, B, C, D, E, y G.[4] El NAS incluye tanto el espacio aéreo controlado como el no controlado.
- La clase A comienza e incluye 18 000 pies. MSL y continúa hasta los 60 000 pies. Es el espacio aéreo más controlado y requiere que el piloto lleve una clasificación de vuelo por instrumentos y una autorización adecuada, sin importar el tipo de aeronave que se esté volando. También se requiere que los pilotos cambien la configuración de su altímetro a 29,92 pulgadas para asegurar que todos los pilotos dentro del espacio aéreo tengan las mismas lecturas para asegurar una separación de altitud adecuada.

- El espacio aéreo de clase B se extiende desde la superficie hasta los 10 000 pies. AGL y es el área sobre y alrededor de los aeropuertos más concurridos (por ejemplo, LAX, MIA, CVG) y también está fuertemente controlado. Una vista lateral del espacio aéreo de Clase B se asemeja a una tarta de boda al revés con tres capas cada vez más grandes hacia arriba. Las capas de la Clase B están diseñadas individualmente para satisfacer las necesidades del aeropuerto al que se superponen. Los pilotos también deben recibir autorización para entrar en el espacio aéreo de Clase B, pero se pueden utilizar las Reglas de Vuelo Visual, a diferencia del espacio aéreo de Clase A. El espacio aéreo de Clase B corresponde al área anteriormente conocida como Área de Control de Terminales o TCA.

- El espacio aéreo de Clase C se extiende desde la superficie hasta los 4.000 pies. AGL sobre el aeropuerto que rodea. El espacio aéreo de Clase C sólo existe sobre los aeropuertos que tienen una torre de control operacional, están atendidos por un control de aproximación por radar y tienen un cierto número de operaciones de vuelo por instrumentos. La Clase C también está diseñada individualmente para aeropuertos, pero normalmente cubre una superficie de unas 5 millas náuticas alrededor del aeropuerto hasta 1.200 pies AGL. A 1.200 pies, el espacio aéreo se extiende hasta 10 millas náuticas de diámetro que continúa hasta 4.000 pies. Los pilotos deben establecer comunicaciones de radio bidireccionales con la instalación de ATC que proporciona servicio de control de tráfico aéreo a la zona antes de entrar en el espacio aéreo. Dentro de la Clase C, los pilotos visuales y de instrumentos están separados.

- El espacio aéreo de Clase D existe desde la superficie hasta los 2.500 pies. AGL sobre un aeropuerto. El espacio aéreo de clase D sólo rodea a los aeropuertos con una torre de control operacional. El espacio aéreo de Clase D también está adaptado para satisfacer las necesidades del aeropuerto. Se requiere que los pilotos establezcan y mantengan comunicaciones de radio bidireccionales con la instalación de ATC que proporciona servicios de control de tráfico aéreo antes de entrar en el espacio aéreo. Los pilotos que utilizan la referencia visual de vuelo deben estar atentos al tráfico, ya que no existe un servicio de separación positiva en el espacio aéreo. Este espacio aéreo corresponde aproximadamente a la antigua Zona de Tráfico del Aeropuerto.

- El espacio aéreo de Clase E es el espacio aéreo que se encuentra entre las Clases A, B, C y D. La Clase E se extiende desde la superficie o el techo del espacio aéreo subyacente y termina en el piso del espacio aéreo controlado que se encuentra arriba. La Clase E existe para aquellos aviones que hacen la transición desde el estado terminal al estado en ruta. También existe como un área para que los pilotos de instrumentos permanezcan bajo control del ATC sin volar en un espacio aéreo controlado. En condiciones de vuelo visual, la Clase E puede considerarse espacio aéreo no controlado.

Los aeropuertos sin torres de control operativo son aeródromos no controlados. Los pilotos de estas zonas son responsables de la posición y la separación y pueden utilizar una frecuencia de aviso de tráfico común (CTAF) o UNICOM especificada para ese aeropuerto, aunque también se permite el vuelo sin radio.
- El espacio aéreo de clase G es un espacio aéreo no controlado que se extiende desde la superficie hasta los 700 o 1200 pies. AGL dependiendo del piso de la Clase E que sobrevuela, o al piso de la Clase A donde no hay Clase E que sobrevuele. En las cercanías de un aeropuerto no controlado, la CTAF para ese aeropuerto se utiliza para la comunicación por radio entre los pilotos. En áreas remotas se utilizan otras frecuencias como MULTICOM. No se proporcionan torres ni servicios de control en vuelo, aunque pueden establecerse comunicaciones con estaciones de servicio de vuelo que no formen parte de la NAS y puede disponerse de un servicio de asesoramiento en la ARTCC.